# Arthur Janov
Arthur Janov (21. srpna 1924 – 1. října 2017 Malibu, Kalifornie) byl americký psycholog, psychoterapeut a tvůrce metody Primární terapie. „Primární terapie“ psychických problémů spočívá v návratu k pocitům bolesti potlačeným v dětství. Janov řídil psychoterapeutický institut Primal Center v Santa Monice v Kalifornii. Byl autorem mnoha knih, z nichž nejznámější je Prvotní výkřik.

## Život
Arthur Janov se narodil v Los Angeles v roce 1924. Bakalářský titul B.A. a titul Master of Social Work (M.S.W) získal Janov v oboru psychiatrie a sociální práce na Kalifornské univerzitě v Los Angeles. Vědecký titul Ph.D. v oboru psychologie obhájil na Claremont Graduate University v roce 1960.
Janov se původně věnoval tradiční psychoterapii v rodné Kalifornii. Byl na stáži v Hacker Psychiatric Clinic v Beverly Hills, pracoval na psychiatrii v nemocnici pro veterány a od roku 1952 měl svoji soukromou praxi. Byl rovněž zaměstnancem dětského psychiatrického oddělení nemocnice v Los Angeles, kde se podílel na rozvoji psychosomatického oddělení.
Janov psal, že se jeho profesionální život změnil v jediném dni v roce 1967 s objevem toho, čemu říká „primární bolest“. Při terapii Janov slyšel to, co popisuje jako „děsivý křik vyvěrající z hlubin mladého muže, ležícího na podlaze“. Studiem těchto projevů došel až formulování „primární terapie“, ve kterém svým klientům doporučuje, aby znovu zažili a vyjádřili své potlačované pocity z dětství.
Mezi Janovovy pacienty patřili John Lennon a Yoko Ono.

## Dílo
Česky
- Prvotní výkřik : léčba neurózy, Pragma, 368 s., Praha 2006, ISBN 80-7349-024-2
- Biologie lásky, Maitrea, 424 s., Praha 2013, ISBN 978-80-87249-42-0

Ostatní jazyky
- The Primal Scream (1970) ISBN 0-349-11829-9 - (revised 1999)
- The Anatomy of Mental Illness (1971)
- The Primal Revolution: Toward a Real World (1972) ISBN 0-671-21641-4
- The Feeling Child (1973) ISBN 0-349-11832-9
- Primal Man: The new consciousness (1976) ISBN 0-690-01015-X
- Prisoners of Pain (1980) ISBN 0-385-15791-6
- Imprints: The Lifelong Effects of the Birth Experience (1984) ISBN 0-399-51086-9
- New Primal Scream: Primal Therapy 20 Years on (1992) ISBN 0-942103-23-8
- Why You Get Sick and How You Get Well: The Healing Power of Feelings (1996) ISBN 0-7871-0685-2
- The Biology of Love (2000) ISBN 1-57392-829-1
- Sexualité et subconscient : Perversions et déviances de la libido (2006) ISBN 2-268-05720-8
- Primal Healing: Access the Incredible Power of Feelings to Improve Your Health (2006) ISBN 1-56414-916-1
- The Janov Solution: Lifting Depression Through Primal Therapy (2007) ISBN 1-58501-111-8